# Der verschwenderische Jüngling und die Schwalbe

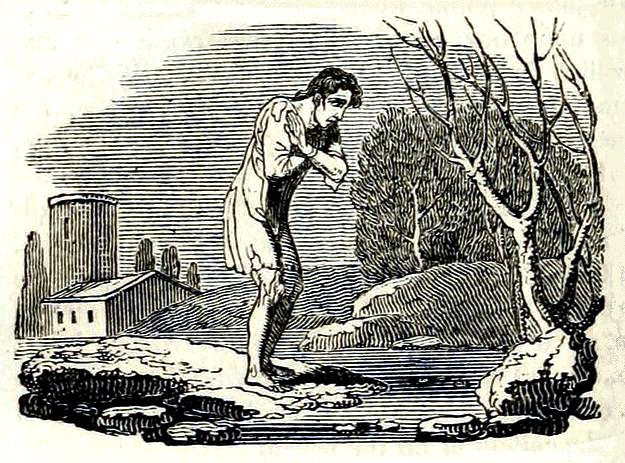
Englischer Holzschnitt aus Samuel Croxalls The Fables of Aesop, 1814

Der verschwenderische Jüngling und die Schwalbe ist eine Fabel des altgriechischen Fabeldichters Äsop.

## Inhalt
Die Fabel berichtet von einem jungen Mann, der sein gesamtes Vermögen verschwendet hatte und schließlich sogar seinen Mantel verkaufte, als er die erste zurückkehrende Schwalbe erblickte – überzeugt davon, dass der Frühling bereits begonnen habe. Doch als die Temperaturen erneut sanken, erfror die Schwalbe, und der frierende Jüngling schimpfte wütend auf den Vogel.

## Verwendung
Aus dieser Fabel stammt wohl das von Aristoteles in seiner Nikomachischen Ethik überlieferte geflügelte Wort: „Eine Schwalbe macht keinen Frühling“.
Im Deutschen wird das mit „Eine Schwalbe macht noch keinen Sommer“ zitiert. Die altgriechische Originalform war Μία χελιδὼν ἔαρ οὐ ποιεῖ (Mia chelidōn ear ou poiei).
Diese Redewendung ist auch in das Sprachgut anderer europäischer Völker eingegangen:
- Latein: „Una hirundo non facit ver.“
- Englisch: „One swallow does not make a summer.“
- Französisch „Une hirondelle ne fait pas le printemps.“
- Italienisch „Una rondine non fa primavera.“